# Harry Ramberg
Harry Ramberg, född 6 april 1909 i Stockholm, död där 25 augusti 2001, var en svensk tennisspelare aktiv på nationell elitnivå åren kring 1930,  perioden innan Kalle Schröders genombrott, och dominerade då svensk tennis tillsammans med Allan Thorén, Curt Östberg och Ingvar Garell . 
Ramberg vann totalt 15 svenska mästerskapstitlar 1927–1933, varav två i singel, 12 i herrdubbel och en i mixed dubbel. Alla herrdubbeltitlarna vann han tillsammans med Curt Östberg . 
Ramberg deltog i det svenska Davis Cup-laget 1930 och 1934. Han spelade totalt sex matcher men vann bara en av dem . 